# Мітчелвіль (Арканзас)
Мітчелвіль (англ. Mitchellville) — місто (англ. city) в США, в окрузі Діша штату Арканзас. Населення — 293 особи (2020).

## Географія
Мітчелвіль розташований на висоті 49 метрів над рівнем моря за координатами 33°54′18″ пн. ш. 91°29′54″ зх. д. / 33.90500° пн. ш. 91.49833° зх. д. (33.905068, -91.498394).  За даними Бюро перепису населення США в 2010 році місто мало площу 0,34 км², уся площа — суходіл. В 2017 році площа становила 0,31 км², уся площа — суходіл.

## Демографія
Згідно з переписом 2010 року, у місті мешкало 360 осіб у 153 домогосподарствах у складі 98 родин. Густота населення становила 1063 особи/км².  Було 180 помешкань (532/км²).
Расовий склад населення:
| - 94,4 % — чорних або афроамериканців - 2,8 % — білих - 2,2 % — осіб інших рас |

До двох чи більше рас належало 0,6 %. Іспаномовні складали 3,6 % від усіх жителів.
За віковим діапазоном населення розподілялося таким чином: 25,3 % — особи молодші 18 років, 55,0 % — особи у віці 18—64 років, 19,7 % — особи у віці 65 років та старші. Медіана віку мешканця становила 46,0 року. На 100 осіб жіночої статі у місті припадало 90,5 чоловіків;  на 100 жінок у віці від 18 років та старших — 84,2 чоловіків також старших 18 років.
Середній дохід на одне домашнє господарство  становив 24 156 доларів США (медіана — 18 393), а середній дохід на одну сім'ю — 27 385 доларів (медіана — 26 477). Медіана доходів становила 14 000 доларів для чоловіків та 16 538 доларів для жінок. За межею бідності перебувало 34,2 % осіб, у тому числі 22,8 % дітей у віці до 18 років та 30,4 % осіб у віці 65 років та старших.
Цивільне працевлаштоване населення становило 87 осіб. Основні галузі зайнятості: освіта, охорона здоров'я та соціальна допомога — 56,3 %, роздрібна торгівля — 24,1 %, виробництво — 6,9 %, мистецтво, розваги та відпочинок — 6,9 %.
За даними перепису населення 2000 року в Мітчелвіллі проживало 497 осіб, 129 сімей, налічувалося 180 домашніх господарств і 197 житлових будинків. Середня густота населення становила близько 1242,5 осіб на один квадратний кілометр. Расовий склад Мітчелвілля за даними перепису розподілився таким чином: 0,40 % білих, 98,19 % — чорних або афроамериканців, 0,20 % — азіатів, 0,20 % — представників змішаних рас, 1,01 % — інших народів. Іспаномовні склали 1,21 % від усіх жителів міста.
З 180 домашніх господарств в 38,9 % — виховували дітей віком до 18 років, 30,6 % представляли собою подружні пари, які спільно проживали, в 35,0 % сімей жінки проживали без чоловіків, 28,3 % не мали сімей. 26,1 % від загального числа сімей на момент перепису жили самостійно, при цьому 12,8 % склали самотні літні люди у віці 65 років та старше. Середній розмір домашнього господарства склав 2,76 особи, а середній розмір родини — 3,33 особи.
Населення міста за віковим діапазоном за даними перепису 2000 року розподілилося таким чином: 38,0 % — жителі молодше 18 років, 9,3 % — між 18 і 24 роками, 18,7 % — від 25 до 44 років, 20,9 % — від 45 до 64 років і 13,1 % — у віці 65 років та старше. Середній вік мешканця склав 29 років. На кожні 100 жінок в Мітчелвілі припадало 75,6 чоловіків, у віці від 18 років та старше — 64,7 чоловіків також старше 18 років.
Середній дохід на одне домашнє господарство в місті склав 17 625 доларів США, а середній дохід на одну сім'ю — 19 500 доларів. При цьому чоловіки мали середній дохід в 20 000 доларів США на рік проти 16 042 долара середньорічного доходу у жінок. Дохід на душу населення в місті склав 8680 доларів в рік. 39,2 % від усього числа сімей в окрузі і 43,7 % від усієї чисельності населення перебувало на момент перепису населення за межею бідності, при цьому 56,9 % з них були молодші 18 років і 53,8 % — у віці 65 років та старше.